# Mimmo Jodice

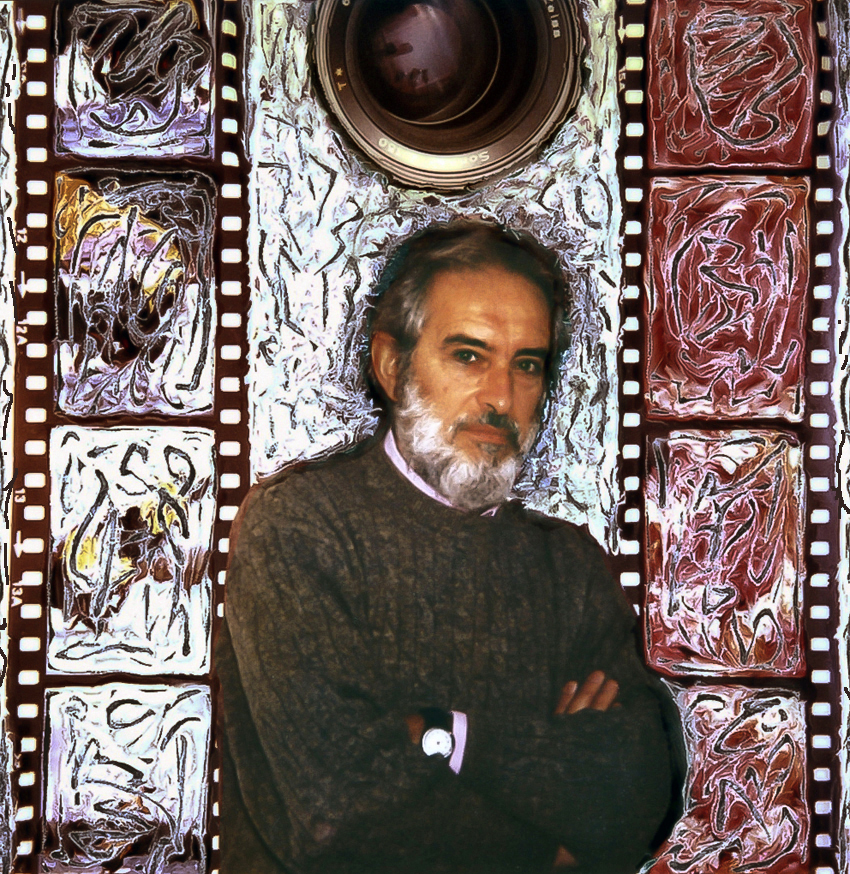
Mimmo Jodice, Fotografie von Augusto De Luca

Domenico «Mimmo» Jodice (* 24. März 1934 in Neapel) ist ein italienischer Fotograf und war von 1970 bis 1996 Professor an der Accademia di Belle Arti di Napoli.

## Werke
Jodice arbeitete seit den 60er Jahren in Italien mit zahlreichen Vertretern unterschiedlicher Kunstrichtungen, wie Pop Art, Arte Povera oder Fluxus zusammen und wurde erst im Alter von 30 Jahren professioneller Fotograf. Als Dokumentarist der konzeptuellen Kunst fertigte Jodice zahlreiche Aufnahmen von Künstlern, zum Beispiel Andy Warhol, Joseph Beuys oder Robert Rauschenberg, an, konzentrierte sich später aber zunehmend auf Landschaftsfotografie und unbelebte Szenerien. Auf diesem Gebiet entwickelte sich Jodice zu einem der bedeutendsten Fotografen Italiens.
In seinen Arbeiten beschäftigt sich Jodice hauptsächlich mit der Darstellung italienischer und mediterraner Städte und Landschaften, die er ausschließlich in schwarz-weiß fotografiert. Zeit und Vergänglichkeit sind zentrale Themen von Jodice Arbeiten. Häufig erzeugt er durch die Verbindung von zerfallenden Monumenten und Skulpturen, hellen Landschaften oder modernen städtischen Szenarien ein Spannungsfeld zwischen Historie und Moderne und den verschiedenen Aspekten italienischer Kultur im Wandel der Zeit. Ein Beispiel dafür ist seine Reihe LOST IN SEEING. Dreams and Visions of Italy, deren Wirkung der Essayist Alessandro Mauro wie folgt beschrieb: „In Jodice’s work silence takes over places and the photographs become metaphysical visions, an interweaving of the signs of the past as they return to inhabit the present“. Sehr bekannt sind auch Jodices düstere Aufnahmen seiner Heimatstadt Neapel, zum Beispiel in der Reihe Naples: une archéologie future.
Neben zahlreichen Ausstellungen seiner Werke in aller Welt sind Jodices Arbeiten heute Bestandteil der Sammlungen der Aperture Foundation in New York, des Philadelphia Museum of Art, des San Francisco Museum of Modern Art, des Maison Européenne de la Photographie in Paris oder des Museo d'Arte Contemporanea in Turin. 2003 wurde er mit dem Antonio-Feltrinelli-Preis ausgezeichnet.
Über dreißig Bücher und Bildbände dokumentieren Jodices jahrzehntelanges Schaffen.

## Ausstellungen
- Mimo Jodice - Transiti, Kunstsammlung Jena, 2013. Katalog.

## Veröffentlichungen (Auswahl)
- Pompeii: Echoes from the Grand Tour. Contrasto, 2011.
- Roma. Johan & Levi, Mailand 2008, ISBN 978-88-601-0007-8.
- Italy: lost in seeing. Thames & Hudson, 2007.
- Inlands: visions of Boston. Skira Editore, 2002.
- Paris: city of light. Maison européenne de la photographie, 1998.